# Heterias petrensis
Heterias petrensis är en kräftdjursart som beskrevs av Roberts 1975. Heterias petrensis ingår i släktet Heterias och familjen Janiridae. Inga underarter finns listade i Catalogue of Life.